# موستنگ، پاکستان
موستنگ (به انگلیسی: Mastung) یک منطقهٔ مسکونی در پاکستان است که در ایالت بلوچستان واقع شده‌است. موستنگ ۱٬۷۰۱ متر بالاتر از سطح دریا واقع شده‌است.